# Philosophisches Jahrbuch

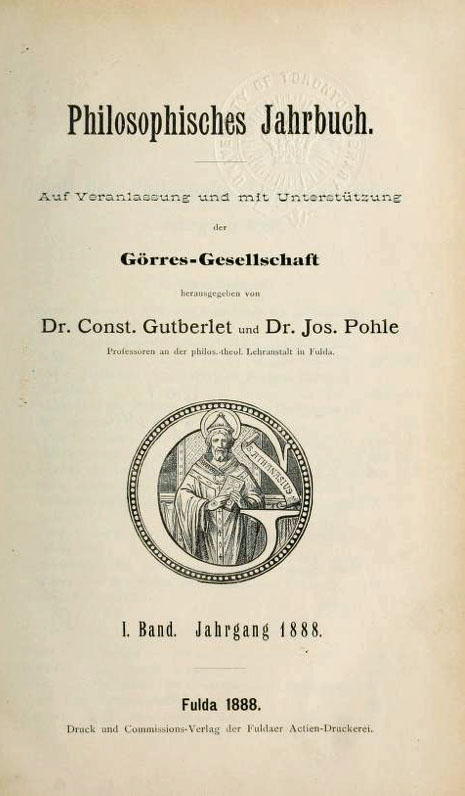
Philosophisches Jahrbuch Band 1

Das Philosophische Jahrbuch versammelt Philosophen und Wissenschaftler um ein breitgefächertes, anspruchsvolles Forschungsprogramm. In streng ausgewählten Beiträgen werden philosophische Abhandlungen aus theoretischen und praktischen Bereichen vorgelegt sowie historische Analysen und Entdeckungen mitgeteilt. Kritische Berichte und Diskussionen bieten einen Überblick über die Tendenzen der philosophischen Entwicklung. Wichtige philosophische Neuerscheinungen werden in Buchbesprechungen vorgestellt; daneben tritt die ausführliche, kritisch-weiterführende Rezension. Seit Heft I 2013 existiert das neue Format der „Jahrbuch-Kontroversen“. Ziel dieses Formats ist eine öffentliche Diskussion neuer philosophischer Thesen, die eine profilierte Person der akademischen Philosophie in einem Initiativbeitrag aufstellt und begründet, um anschließend durch kritische Einreden und Würdigungen von Gastautoren diskutiert und hinterfragt zu werden. Der Autor des Initiativaufsatzes hat danach die Möglichkeit, seinerseits wiederum darauf zu reagieren.
Das Philosophische Jahrbuch wird im Auftrag der Görres-Gesellschaft herausgegeben von Thomas Buchheim, Volker Gerhardt, Matthias Lutz-Bachmann, Isabelle Mandrella, Pirmin Stekeler-Weithofer, Wilhelm Vossenkuhl. Die Redaktion leitet seit 2022 Max Stange als Nachfolger von Jörg Noller. Es erscheint seit seinem 62. Jahrgang (1953) im Verlag Karl Alber, Freiburg / München.

## Geschichte
Das Philosophische Jahrbuch spiegelt die philosophische Entwicklung der Zeit von 1888 bis heute. Kaum eine der philosophischen Streitsachen dieser Zeit ist in ihm nicht behandelt. Bei ersten, noch vergeblichen Versuchen der Philosophischen Sektion der Görres-Gesellschaft im Jahre 1877, heißt es in der Begründung, keine der damals bestehenden Fachzeitschriften für Philosophie „wird in dem Geist geschrieben, von welchem die Görres-Gesellschaft eine Regeneration der Wissenschaft und insbesondere der Philosophie erwartet.“ Dieser Geist war damals der Geist der Renaissance der thomasischen Philosophie.
Begründet wurde dann das Philosophische Jahrbuch 1888 in Fulda von Constantin Gutberlet und Joseph Pohle, denen beide auch viele Jahre die Herausgeberschaft oblag. Schon die ersten Beiträge der Herausgeber zeigen die Spannweite. Gutberlet schrieb über „die Aufgabe der christlichen Philosophie in der Gegenwart“, Pohle „über die objektive Bedeutung des unendlich Kleinen als der philosophischen Grundlage der Differentialrechnung“.
Die Namen der Herausgeber, die folgten, zeigen wie die Spannweite beibehalten blieb:
Adolf Dyroffs geistige Heimat war der Augustinismus. Georg Siegmund stand der Lebensphilosophie nahe. Aloys Wenzl, befasste sich vor allem mit Problemen der Naturphilosophie und stand dem kritischen Realismus Oswald Külpes nahe. Die philosophischen Forschungen von Alois Dempf, umfassten das Spektrum von der Patristik und dem Mittelalter bis zur Gegenwartsphilosophie.
Max Müller, von 1959 bis 1969 Herausgeber des Philosophischen Jahrbuchs, verknüpfte die klassische Metaphysik mit der Phänomenologie Husserls und der Existenzphilosophie Heideggers und entwickelte daraus eine Metahistorik.
Ab 1970 waren für das Philosophische Jahrbuch als Herausgeber tätig:
- Hermann Krings von 1970 bis 1995 († 2004)
- Heinrich Rombach  von 1970 bis 1995 († 2004)
- Ludger Oeing-Hanhoff von 1970 bis † 1986
- Alois Halder von 1975 bis 1997, zuvor schon Redakteur
- Arno Baruzzi von 1975 bis 1995, zuvor schon Redakteur
- Klaus Jacobi von 1988 bis 2005
- Hans Michael Baumgartner von 1989 bis † 1999
- Henning Ottmann von 1996 bis 2009
- Wilhelm Vossenkuhl ab 1996
- Christoph Horn von 2002 bis 2005
- Thomas Buchheim ab 2002, ab 2005 Geschäftsführender Herausgeber und Redaktion
- Volker Gerhardt von 2002 bis 2022.
- Pirmin Stekeler-Weithofer ab 2003
- Matthias Lutz-Bachmann ab 2008
- Axel Hutter 2011
- Isabelle Mandrella ab 2014
- Andrea Kern ab 2022